# Fraternità di Comunione e Liberazione
La Fraternità di Comunione e Liberazione è un'associazione laicale di diritto pontificio nata nel solco del movimento di Comunione e Liberazione.

## Storia
Negli anni settanta molti aderenti adulti del movimento di Comunione e Liberazione, nato agli inizi del decennio, iniziarono a incontrarsi in gruppi spontanei col desiderio di dare continuità alla loro esperienza di amicizia cristiana nata nell'alveo del movimento. Alcuni di questi gruppi adottarono una formula a cui diedero prima il nome di "gruppi di comunione" e poi di "confraternite". I primi gruppi di fraternità si costituirono principalmente per iniziativa di ex universitari che, attraverso il metodo comunionale, desideravano approfondire l'appartenenza alla Chiesa dentro la condizione e nelle responsabilità della vita adulta. Don Luigi Giussani incoraggiò tali iniziative e in breve furono predisposte le bozze di statuto per la nuova realtà. L'11 luglio 1980 la Fraternità di Comunione e Liberazione fu istituita ufficialmente come associazione laicale con l'approvazione per decreto di Martino Matronola, abate di Montecassino, che ne approvò gli statuti redatti anche seguendo l'impostazione della regola benedettina.
L'11 febbraio 1982 il Pontificio Consiglio per i Laici, anche su insistenza di Giovanni Paolo II, riconobbe la Fraternità di Comunione e Liberazione e la eresse e confermò in persona giuridica per la Chiesa universale. Giussani assunse la guida della Diaconia centrale e descrisse il riconoscimento della Fraternità come «la grazia più grande nella intera storia del movimento.»
Il 19 marzo 2005, dopo la morte del fondatore, il sacerdote spagnolo don Julián Carrón venne eletto presidente della Fraternità. Circa tre anni dopo, nel marzo 2008 fu riconfermato per altri sei anni alla guida dell'associazione.
Nel novembre del 2021 Carrón si dimise dalla carica di presidente della Fraternità; ne prese il posto il prof. Davide Prosperi, già vicepresidente. Nel giugno del 2022 il cardinale Kevin Farrell, prefetto del Dicastero per i laici, la famiglia e la vita, ha confermato Prosperi alla guida della Fraternità per un quinquennio.

## Presidenti
- Luigi Giussani, 1982-2005
- Julián Carrón, 2005-2021
- Davide Prosperi, 2021-in carica